# Mesopotamische kunst
Mesopotamische kunst, de kunst van het oude Mesopotamië, kent een bijzonder lange geschiedenis en een grote veelheid aan uitingen. De vroegste vormen reiken terug tot in het neolithicum en met de verovering van koning Cyrus mondt de traditie uit in de kunst van het Achaemenidische Rijk. Hoewel de schilderkunst hieronder niet genoemd wordt, wordt vermoed dat ook schilderen een kunstuiting was. De kwetsbaarheid van schilderwerken in een klimaat met hoge temperatuur speelt mogelijk een rol bij de geringe aandacht voor de uiting.

## Vormen

### Aardewerk
Klei was er te over in Mesopotamië, in tegenstelling tot steen of metaal. Er is een veelheid aan stijlen en soorten aardewerk uit alle tijden van de Mesopotamische cultuur, vanaf het Prekeramisch Neolithicum tot de eierschaalwaar uit de tijd van de Perzische overheersing.. Al vroeg blijkt de Mespotamische cultuur tot ver buiten zijn grenzen invloed uit te oefenen. Al in het 4e millennium v.Chr. wordt Mesopotamisch aardwerk in Hacinebi Tepe, Hassek Höyük en Gawra in Anatolië aangetroffen. In oostelijk Arabië geldt al hetzelfde vanaf het 5e millennium.

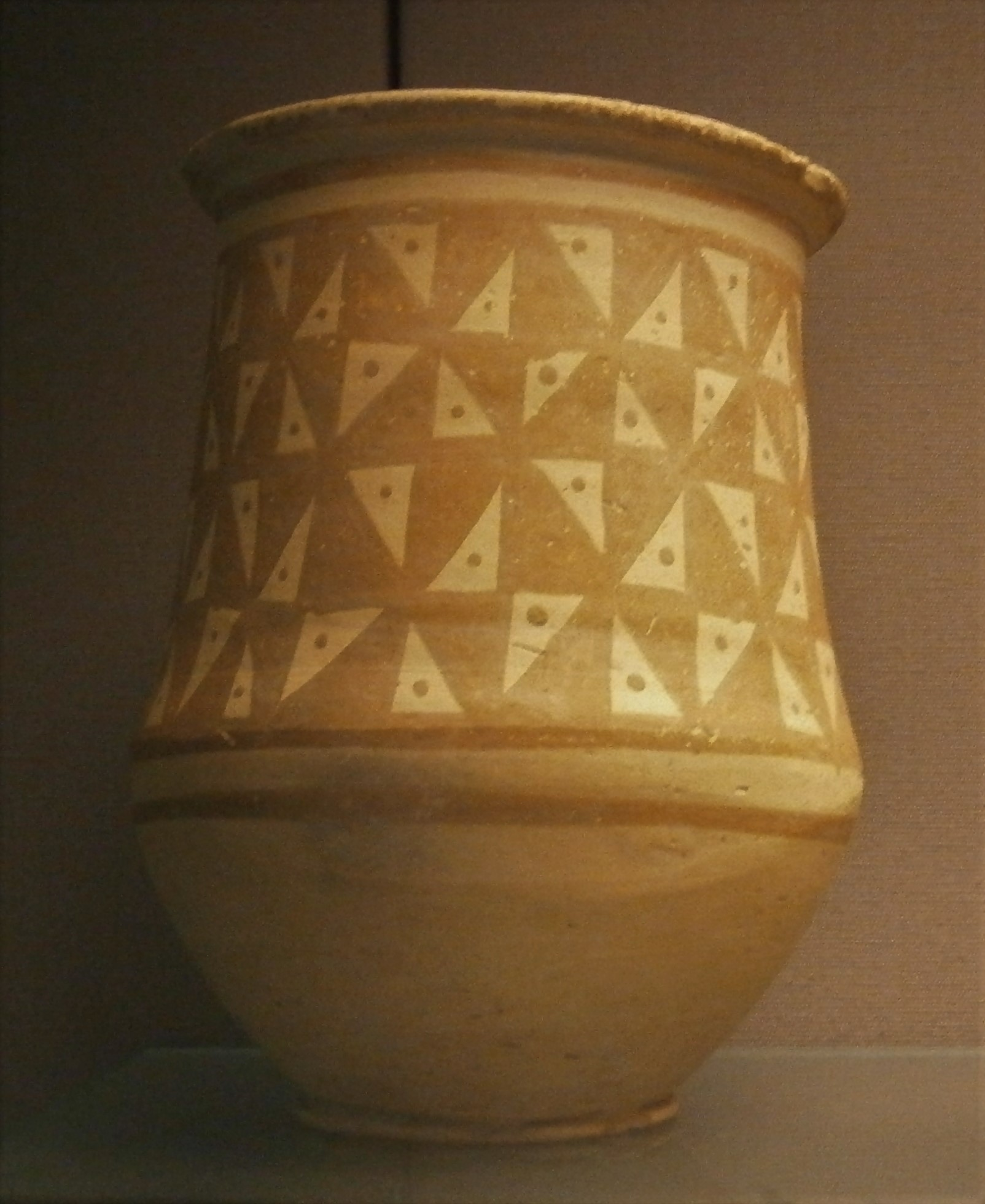
Aardewerk uit Tell Brak
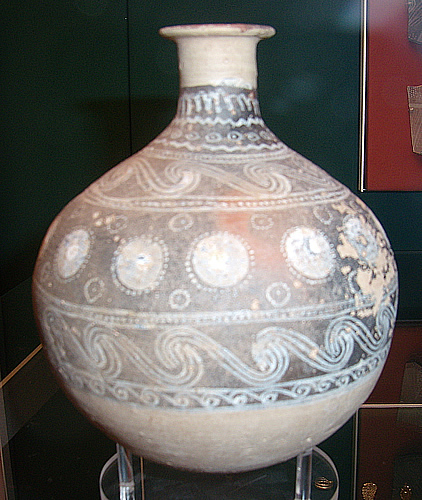
Aardewerk uit Nuzi
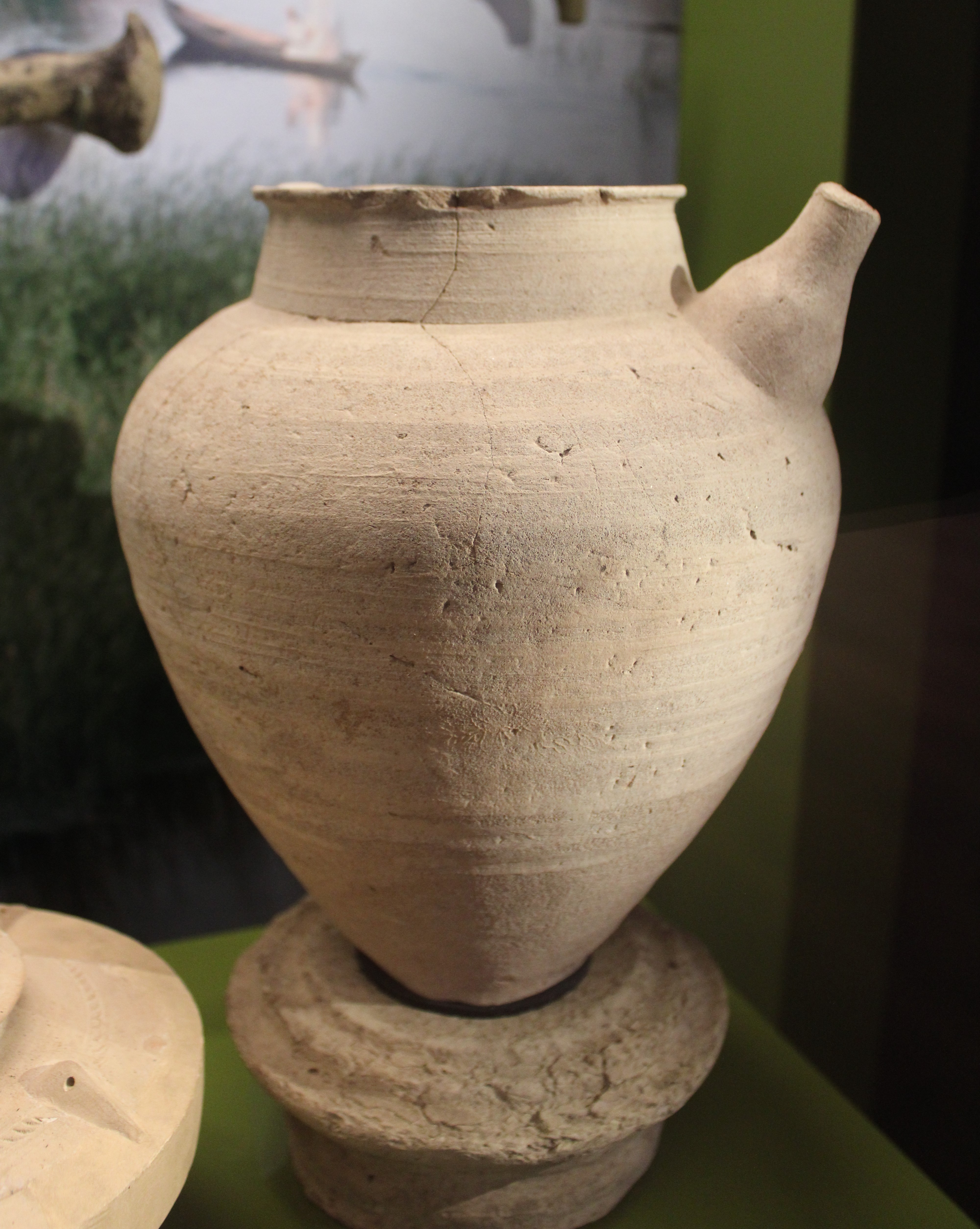
Vaas uit de Jemdet Nasr-periode
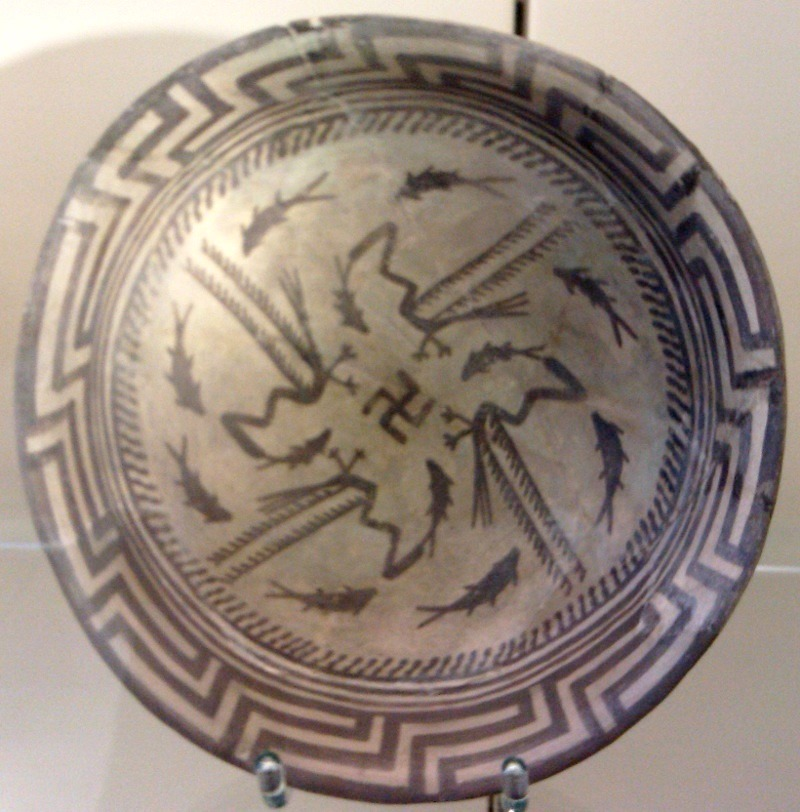
Bord uit de Samarracultuur

### Bouwkunst
Mesopotamië kende, evenals Nederland, een schaarste aan natuursteen. Het voornaamste bouwmateriaal was daarom leemsteen, vervaardigd uit in de zon gedroogde klei. Dit bouwmateriaal is echter niet zo duurzaam als de natuursteen waaruit bijvoorbeeld de Egyptische pyramiden zijn opgetrokken en er zijn daarom weinig bouwwerken ongeschonden bewaard gebleven. Monumentale gebouwen hadden in de regel een religieuze achtergrond en keer op keer kan vernomen worden dat koningen hun vroomheid in bouwactiviteiten uitdrukten. Een belangrijke bouwkundige ontwikkeling is de ziggurat. Vroege vormen van terrasvormige verhogingen stammen al uit de Obeidperiode, de klassieke ziggurat eerder uit Ur III.

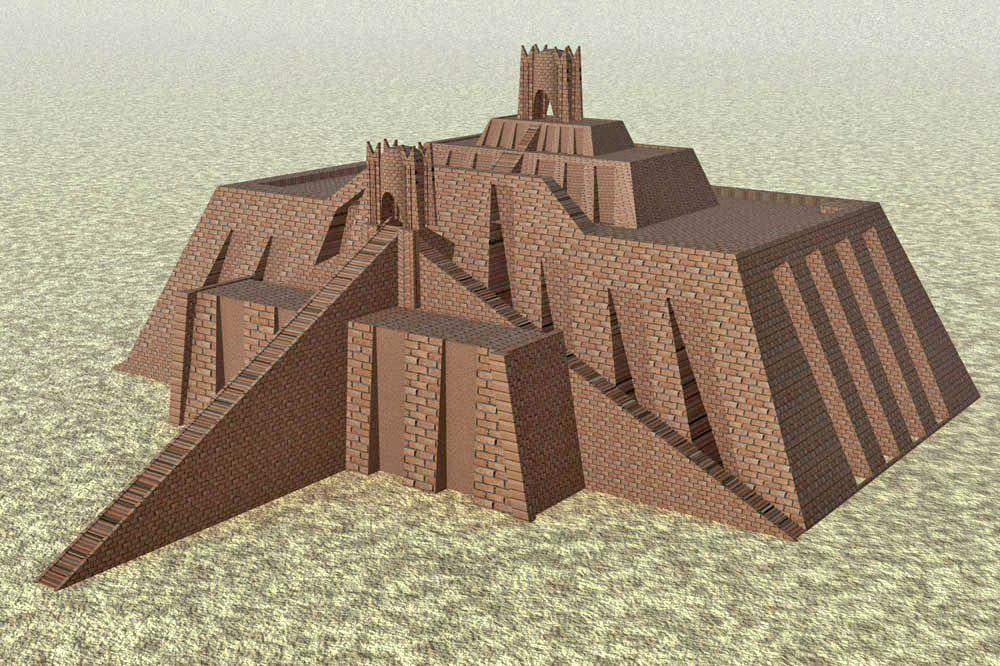
Reconstructie van de ziggurat van Ur
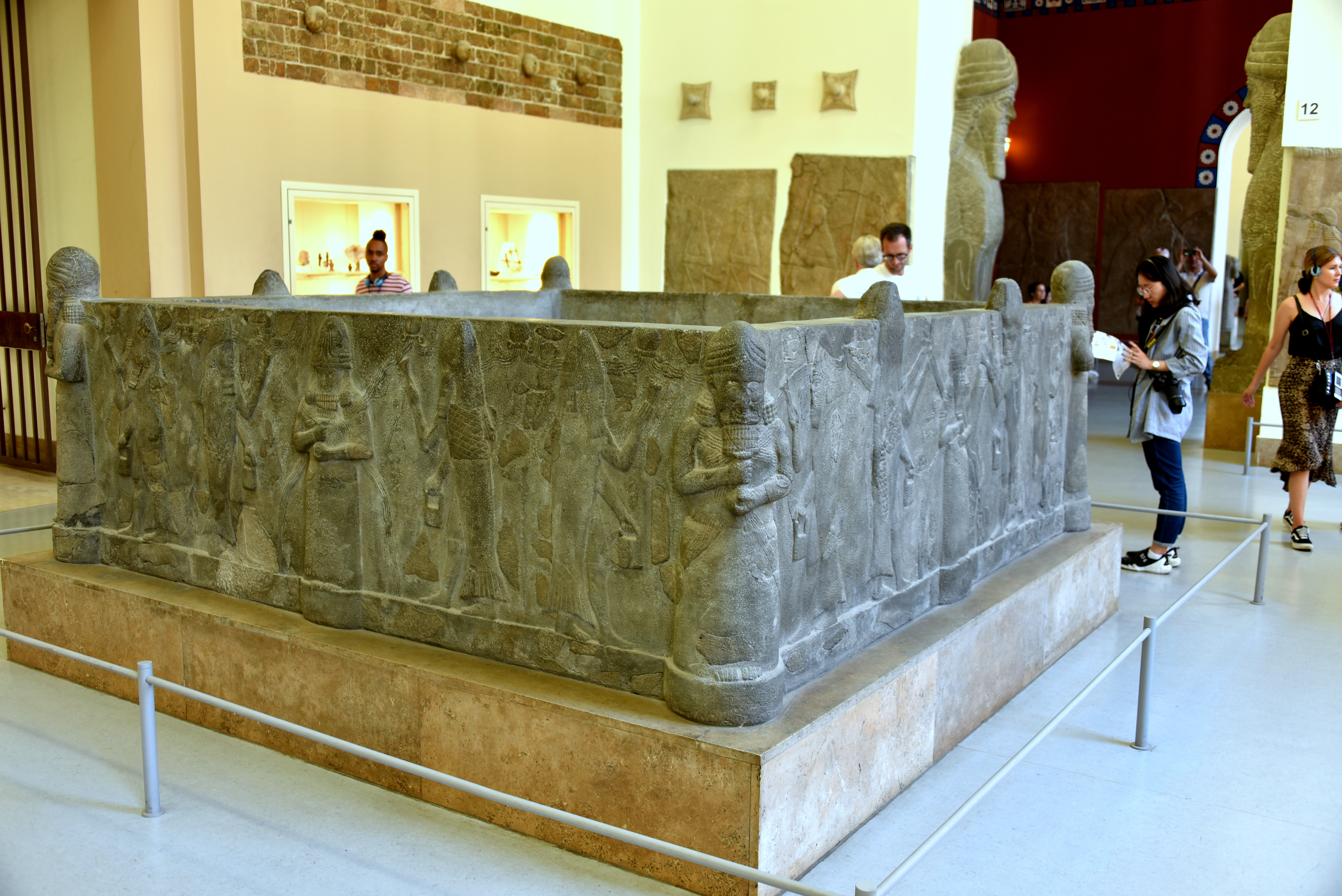
Waterbekken voor religeuze purificatie, Aššur, tijd van Sennacherib

### Beeldhouwkunst
In de Mesopotamische religie ging men ervan uit dat een beeld van een godheid in een daarvoor ontworpen ritueel metterdaad de behuizing van die godheid werd. Men sprak dus van "de god" als men het godenbeeld bedoelde en goden (d.w.z. hun beelden) gingen in processies bij elkaar op bezoek. Er zijn een groot aantal beelden bewaard gebleven. Het materiaal kan variëren van kalksteen tot brons, ivoor of zelfs bitumen. 
Niet alle kunst is religieus, er zijn ook afbeeldingen van koningen of dieren.

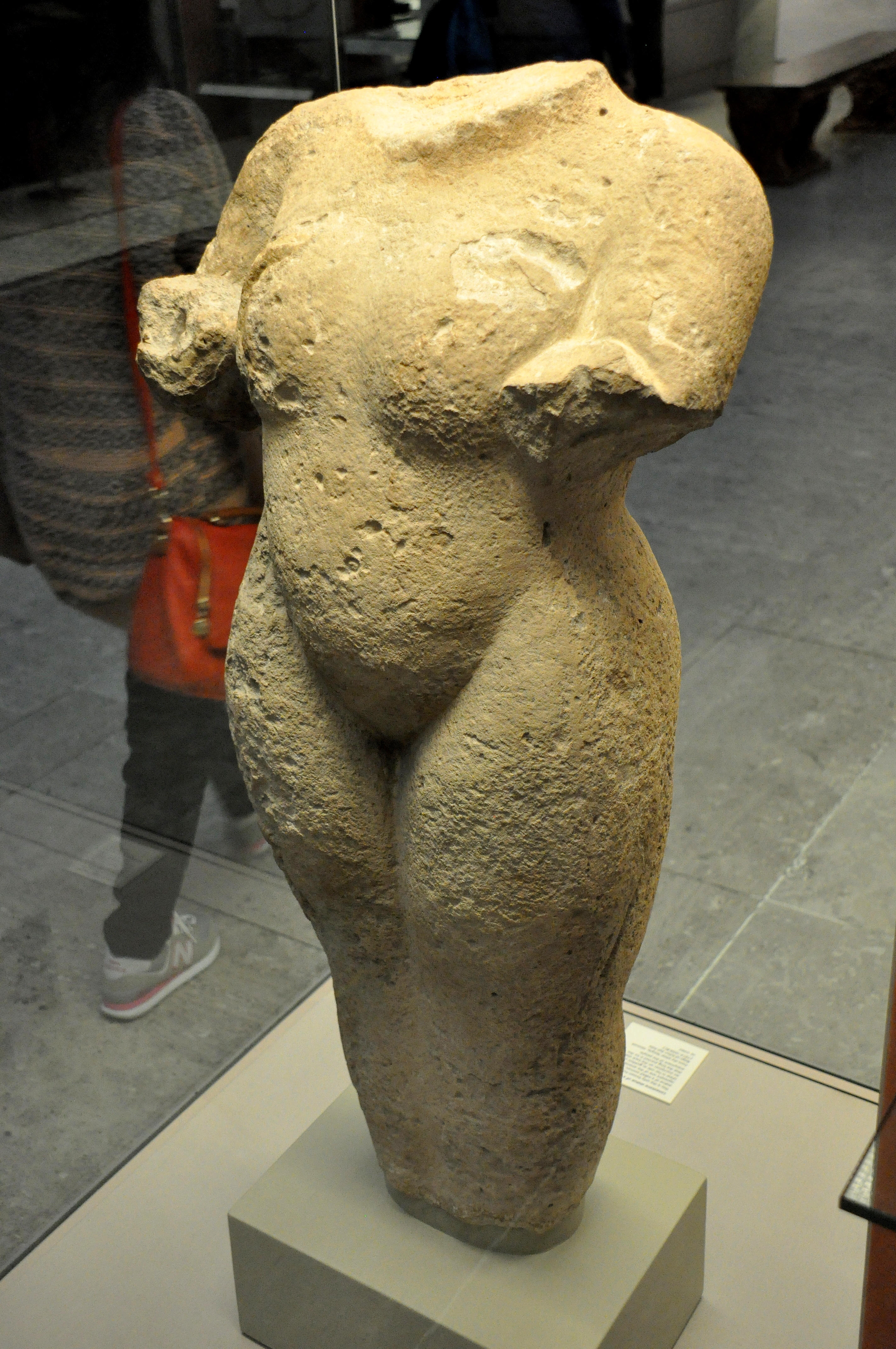
Assyirisch vrouwenbeeld voor de tempel van Ištar; het enige voorbeeld van een vrouwelijk naakt
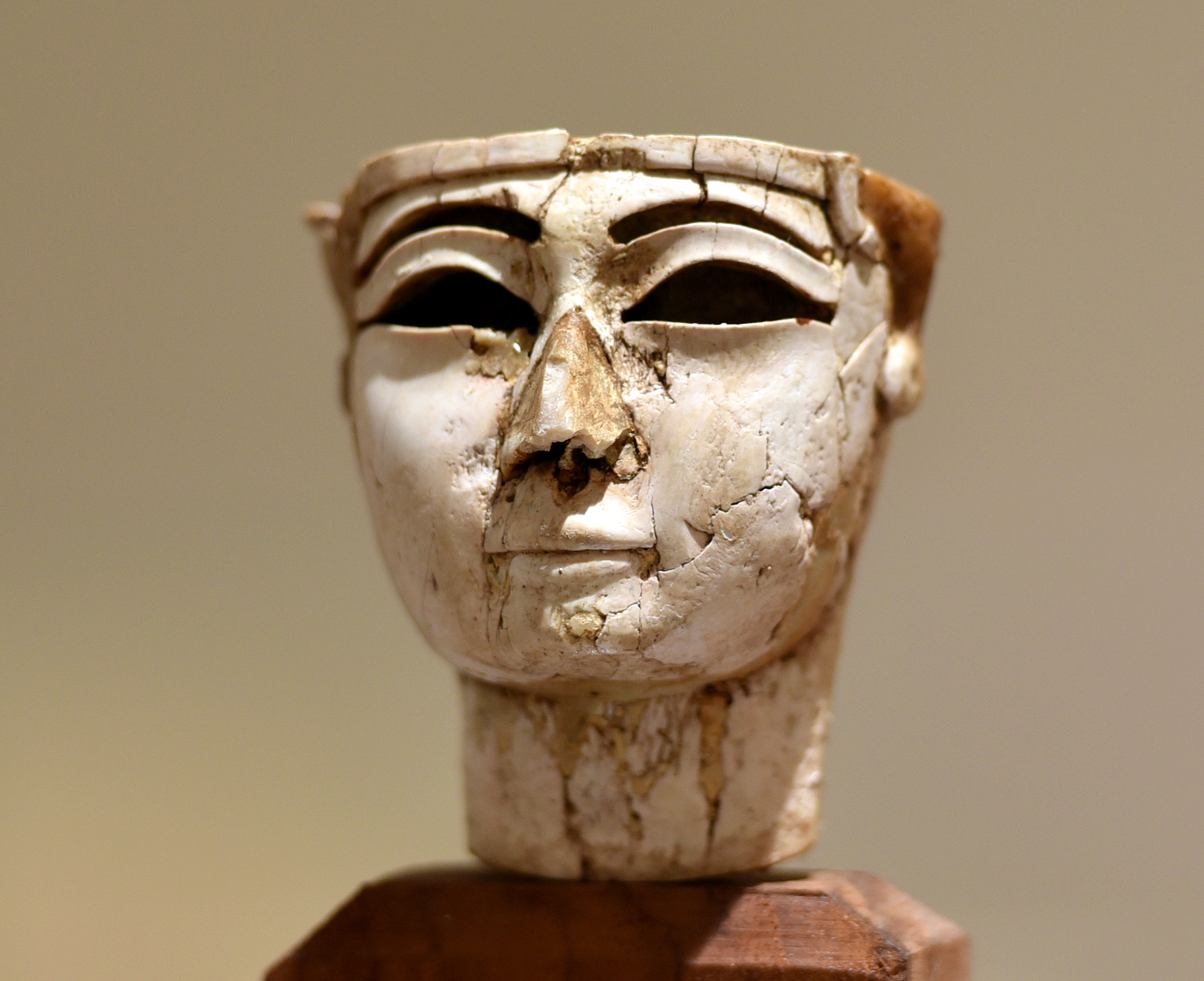
Hoofdje in ivoor uit Kalhu
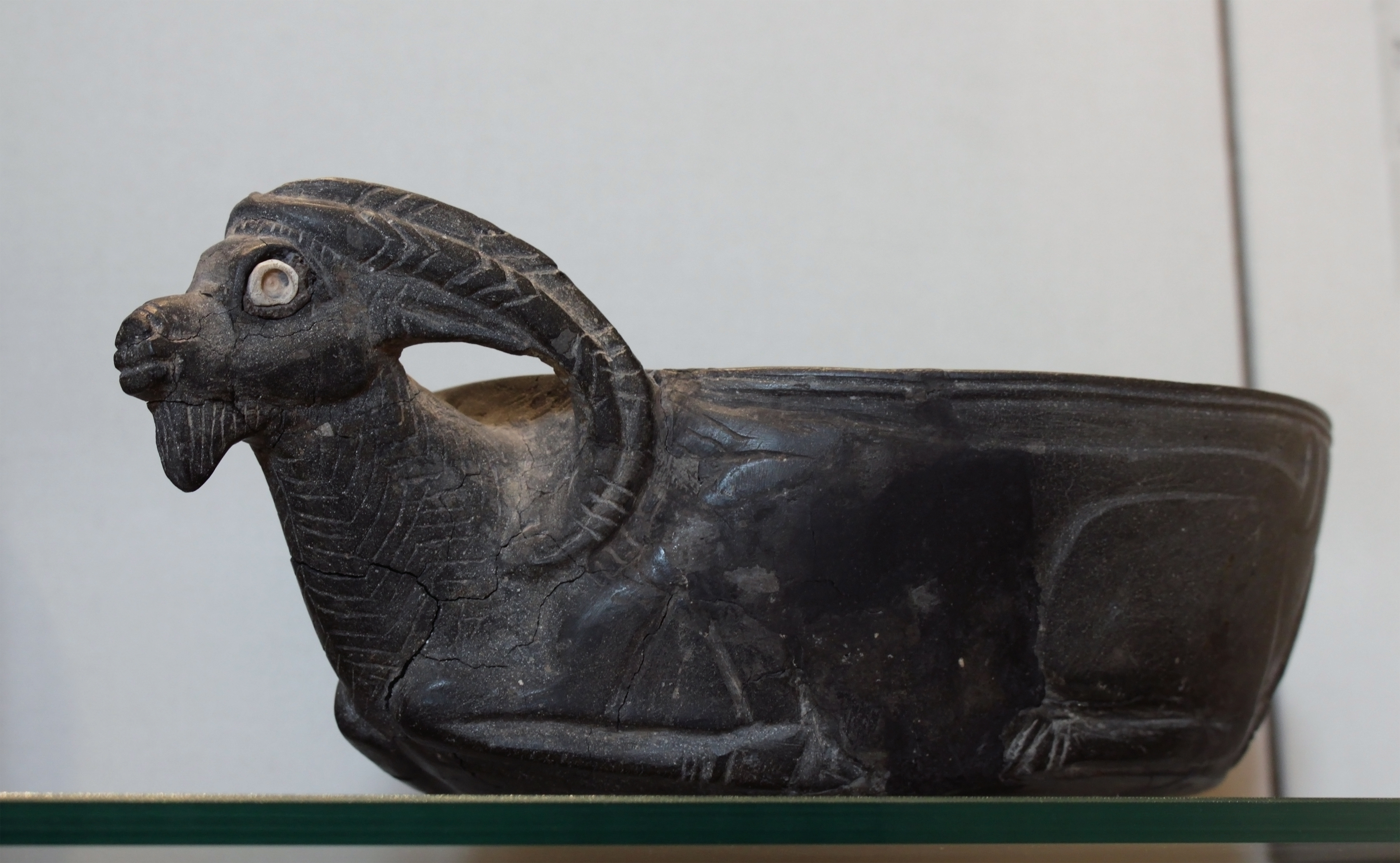
Kop van een wild schaap, bitumen, Susa, Elam
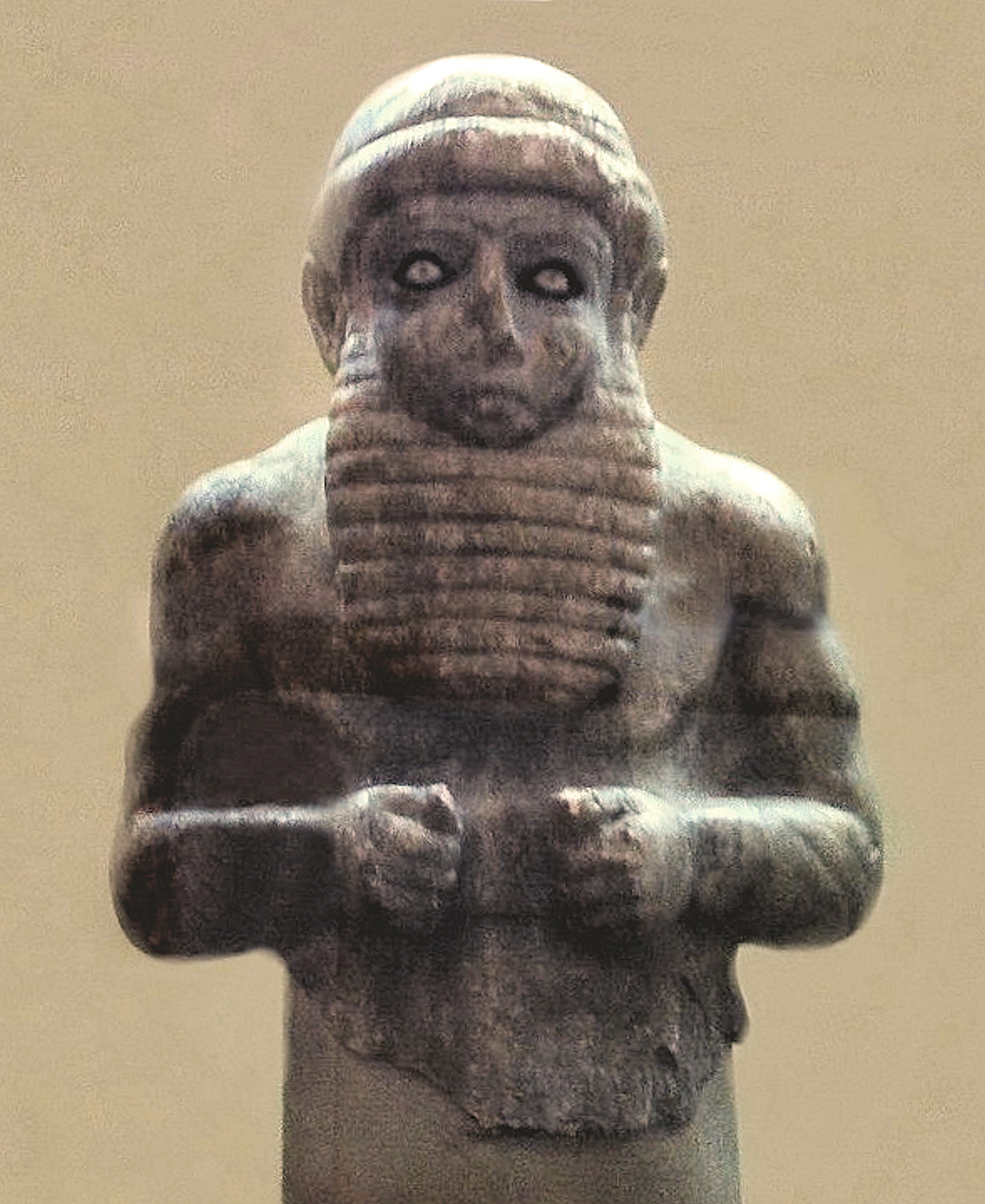
Hoogwaardigheidsbekleder, Uruk, vóór 3000 v.Chr.
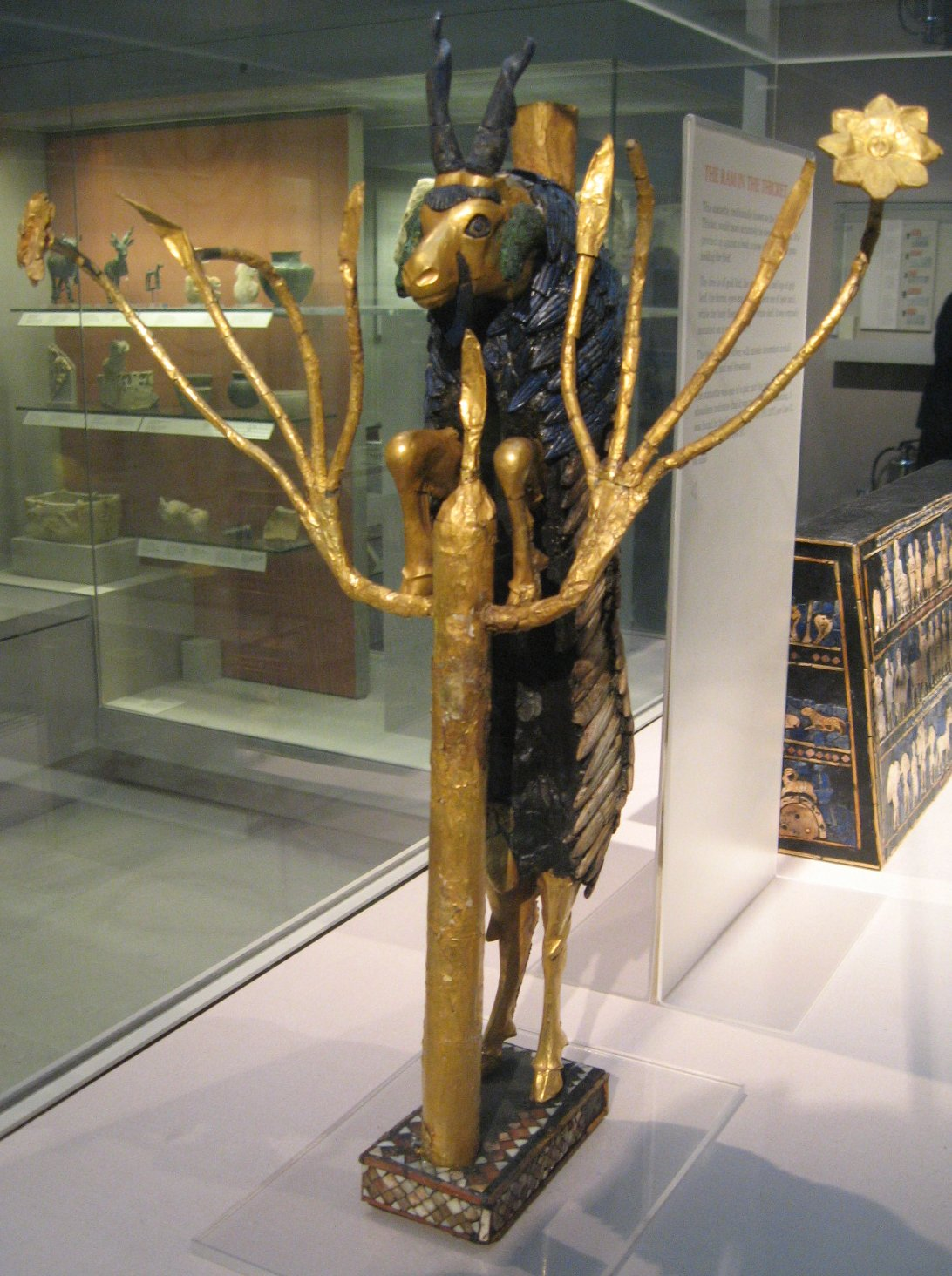
Ram in een bosje, Ur Vroeg-dynastiek

### Sieraden
Er zijn sieraden in goud en zilver aangetroffen die groot vakmanschap vertonen

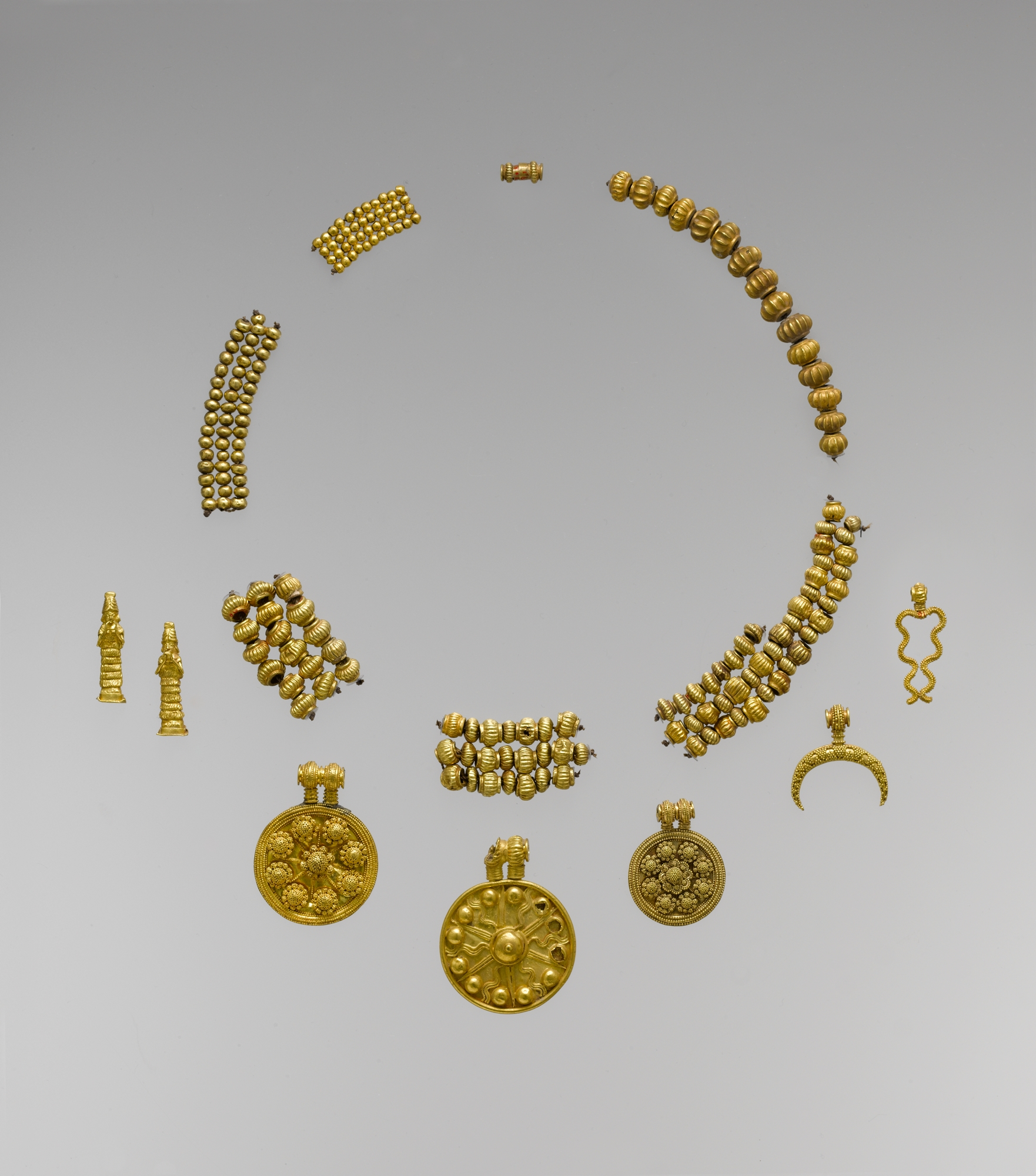
Deel van de goudschat van Dilbat
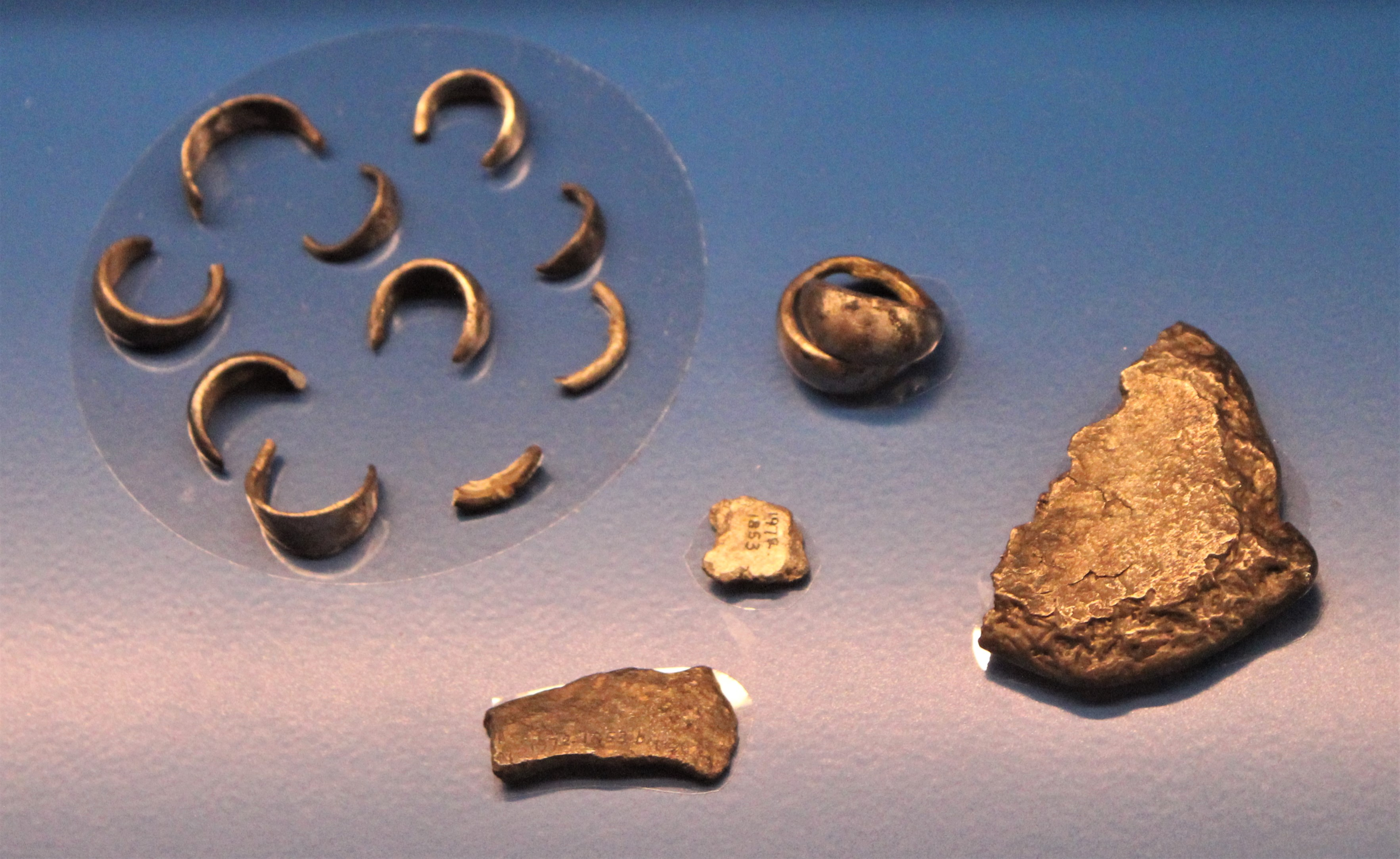
Zilverschap van Tell Taya

### Smeedkunst
Metaalbewerking werd al vroeg bedreven in Mesopotamië, maar evenals natuursteen was metaal in het alluviale gebied niet te vinden. Het moest ingevoerd worden, bijvoorbeeld koper uit Magan. De smeden van Kutalla bleven lang koper gebruiken. Tin was een duur en schaars invoerproduct.

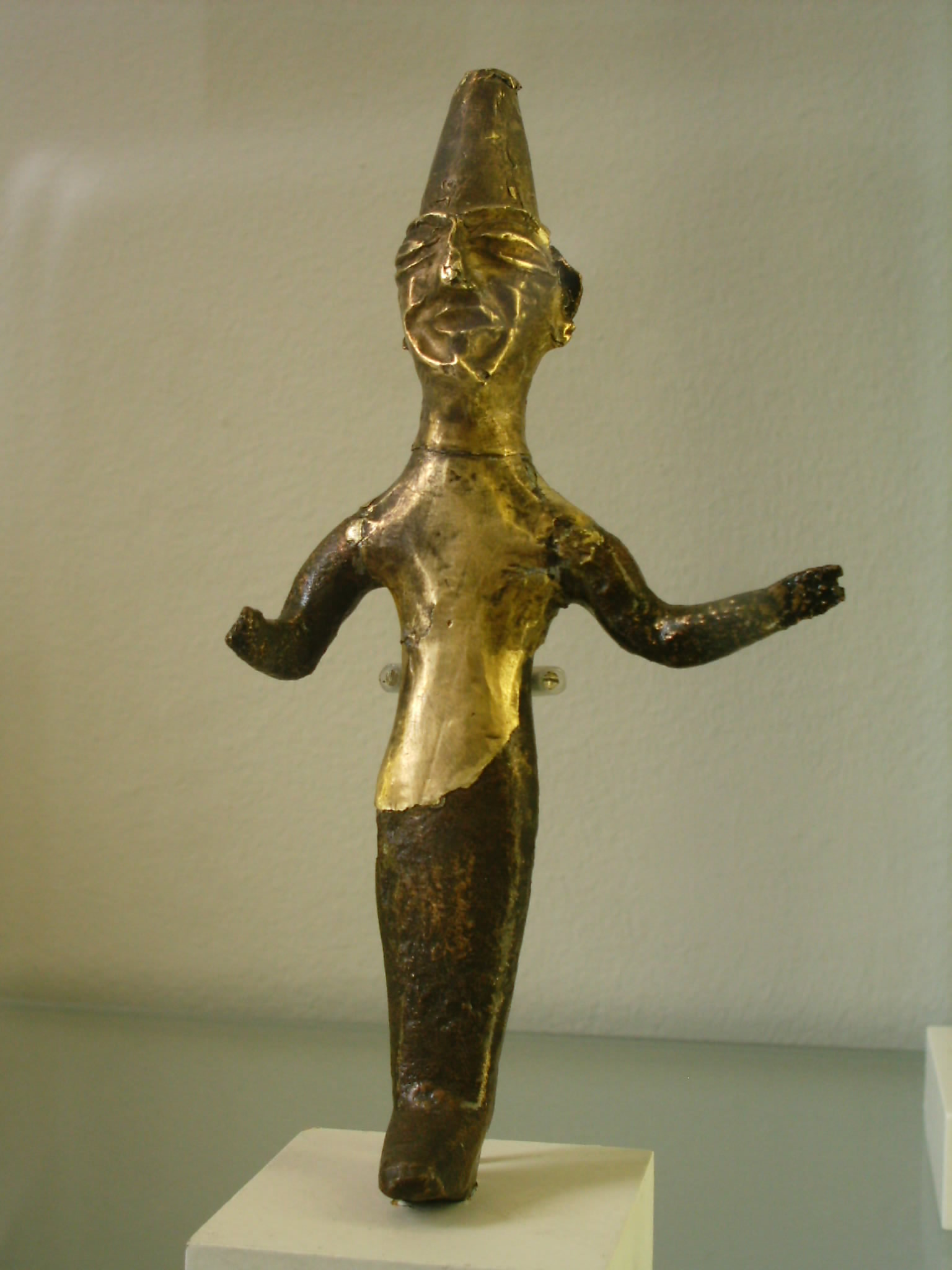
Een figuurtje in brons

### Glyptiek
Rolzegels waren al ca. 6000 v.Chr. in gebruik en de kunst van het snijden van rolzegels, vaak uit (half)edelsteen zoals lapis lazuli nam al snel een hoge vlucht. Klei was het voornaamste materiaal waarop afdrukken gemaakt werden

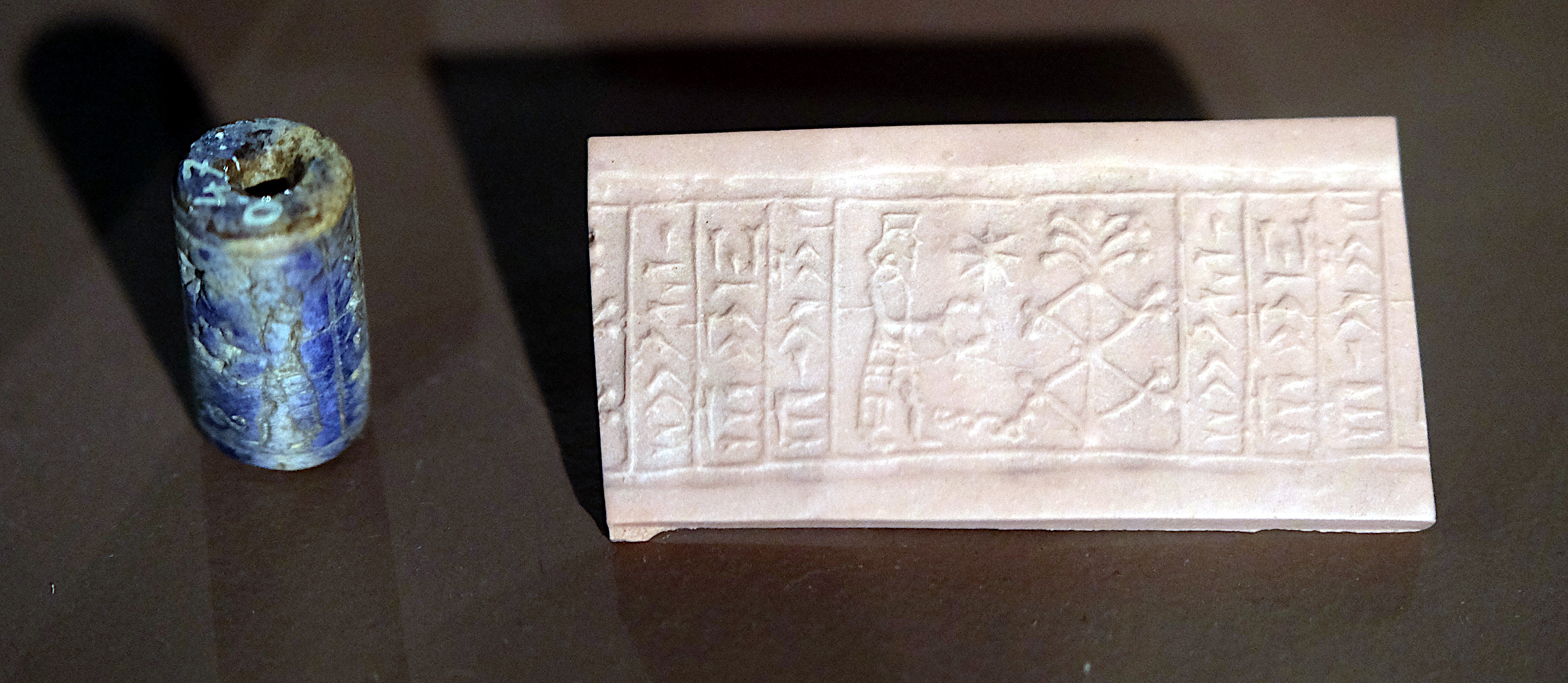
Rolzegel met een uitbeelding van de mythe van Etana.
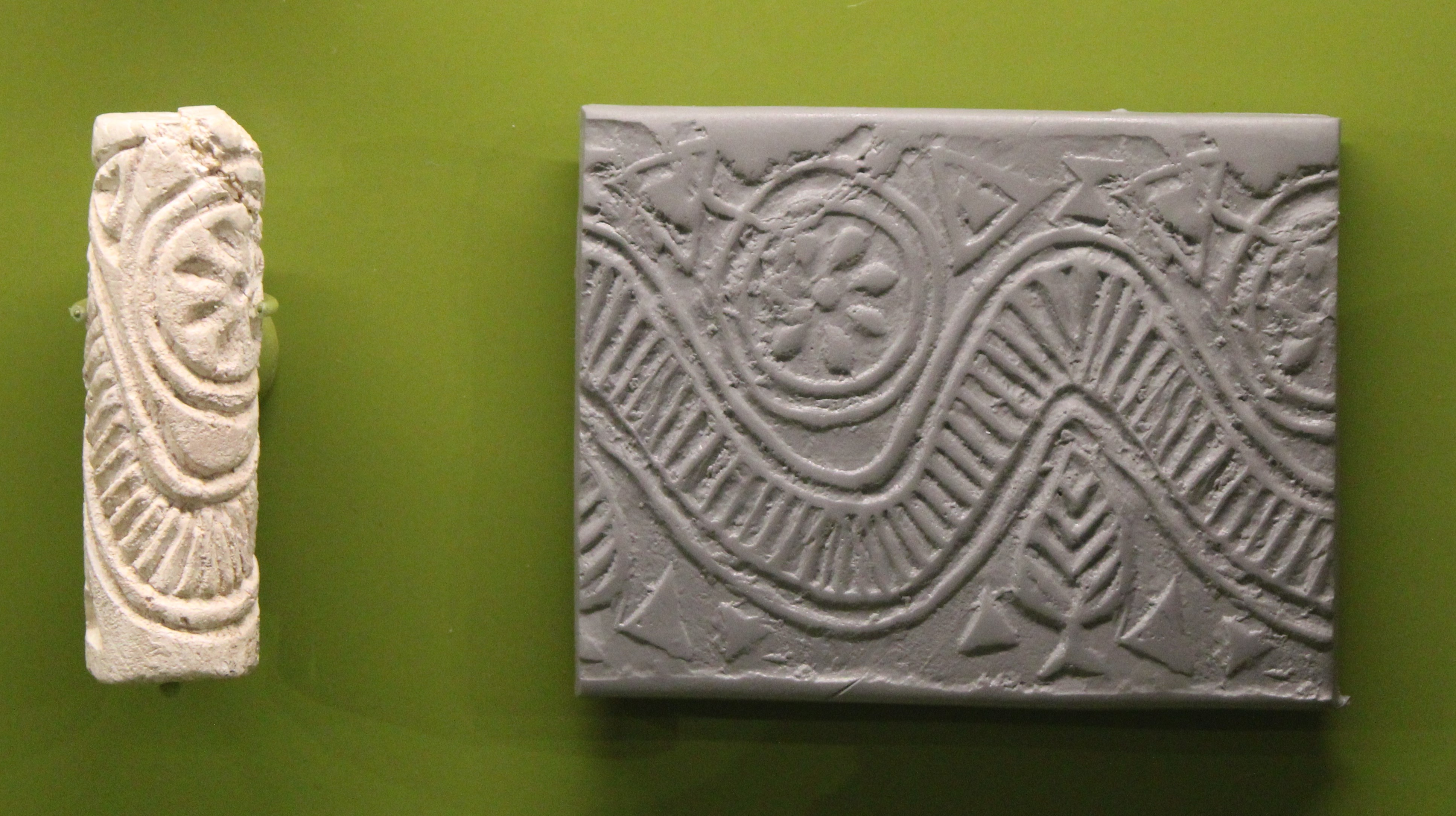
Rolzegel Jemdet Nasr-periode
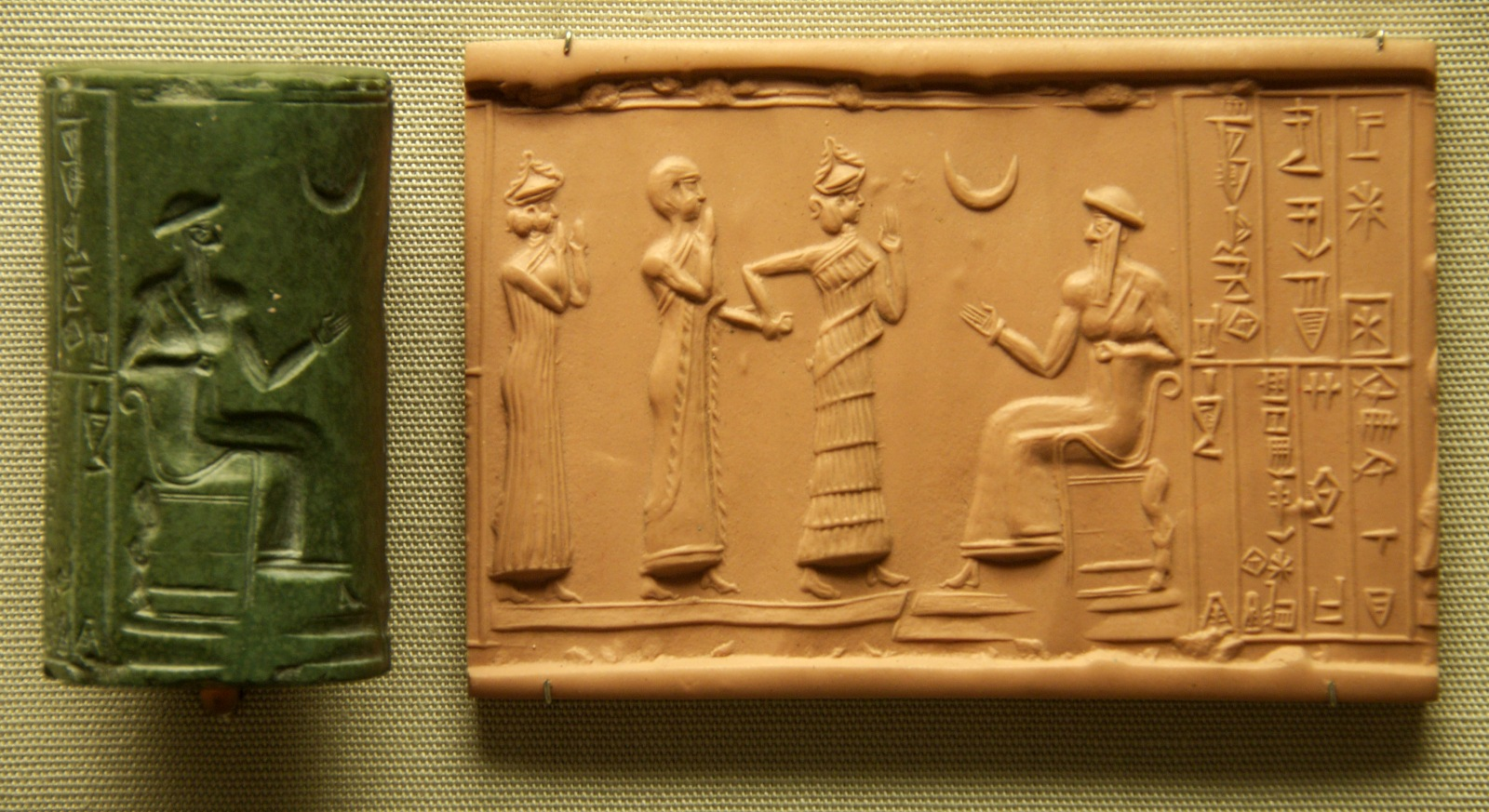
Rolzegel van Ur-Nammu van Ur

### Het schrift
In het verlengde van de ontwikkeling van rolzegels ontwikkelde zich het spijkerschrift. Aanvankelijk werkte men met kleitekens, stukjes klei in verschillende vormen die als fysiek teken voor voorwerpen of dieren gebruikt werden. Dit begon al in de neolithische landbouwgemeenschappen rond 7500 v.Chr. Later werden hier ook afdrukken op klei van gemaakt, zoals op de klei-envelop waarin men de kleitekens bewaarde, bijvoorbeeld bij wijze van een contract of afrekening. Zo ontstond een soort beeldtaal met aandacht voor de plaatsing van de afdrukken (meestal boustrofedon), die op zijn beurt weer de beeldende kunst beïnvloedde. Afbeeldingen, ook op zegels, begonnen een verhaal uit te beelden, soms een mythe.  

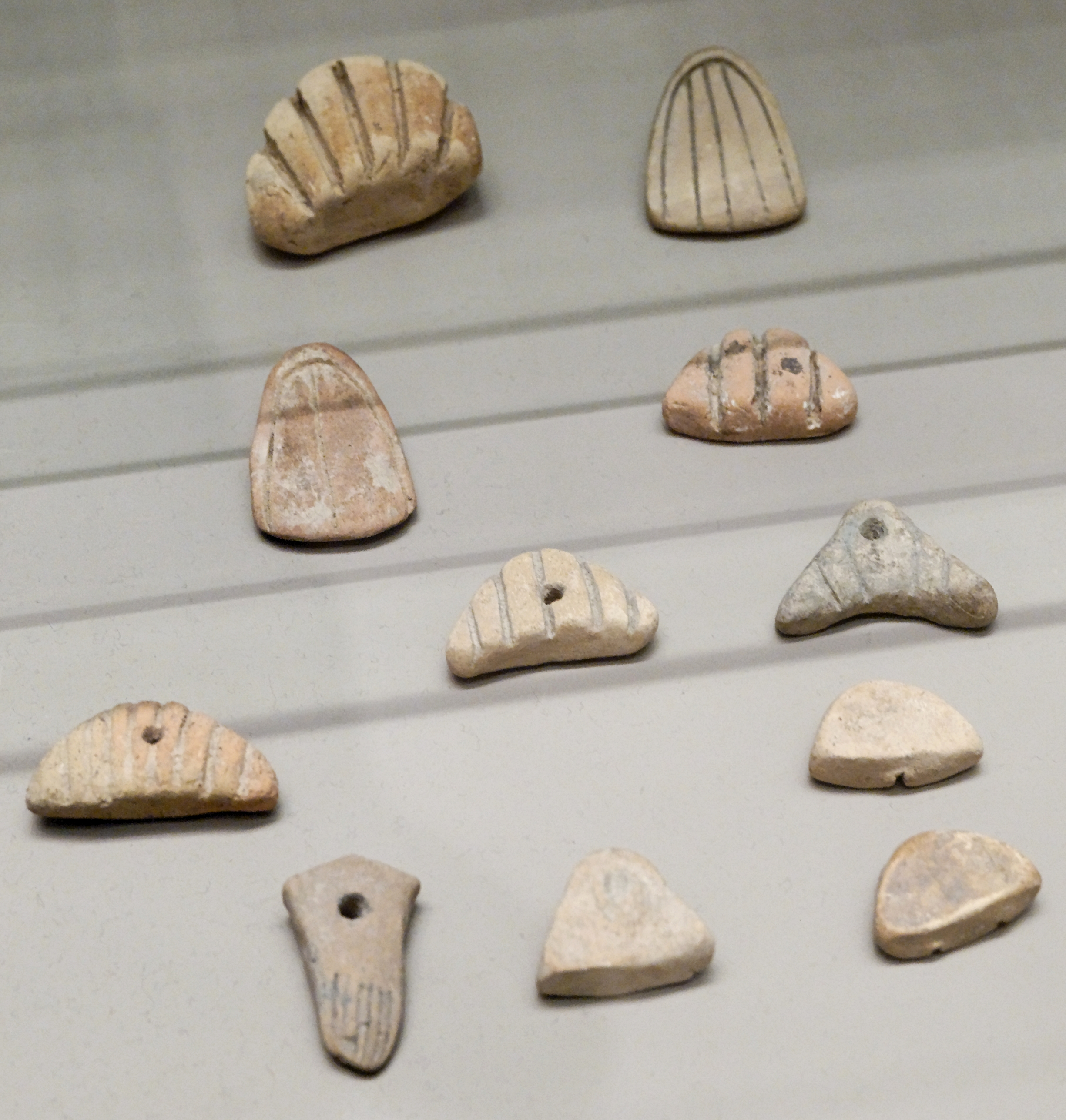
Kleitekens voor boekhoudkundige toepassing
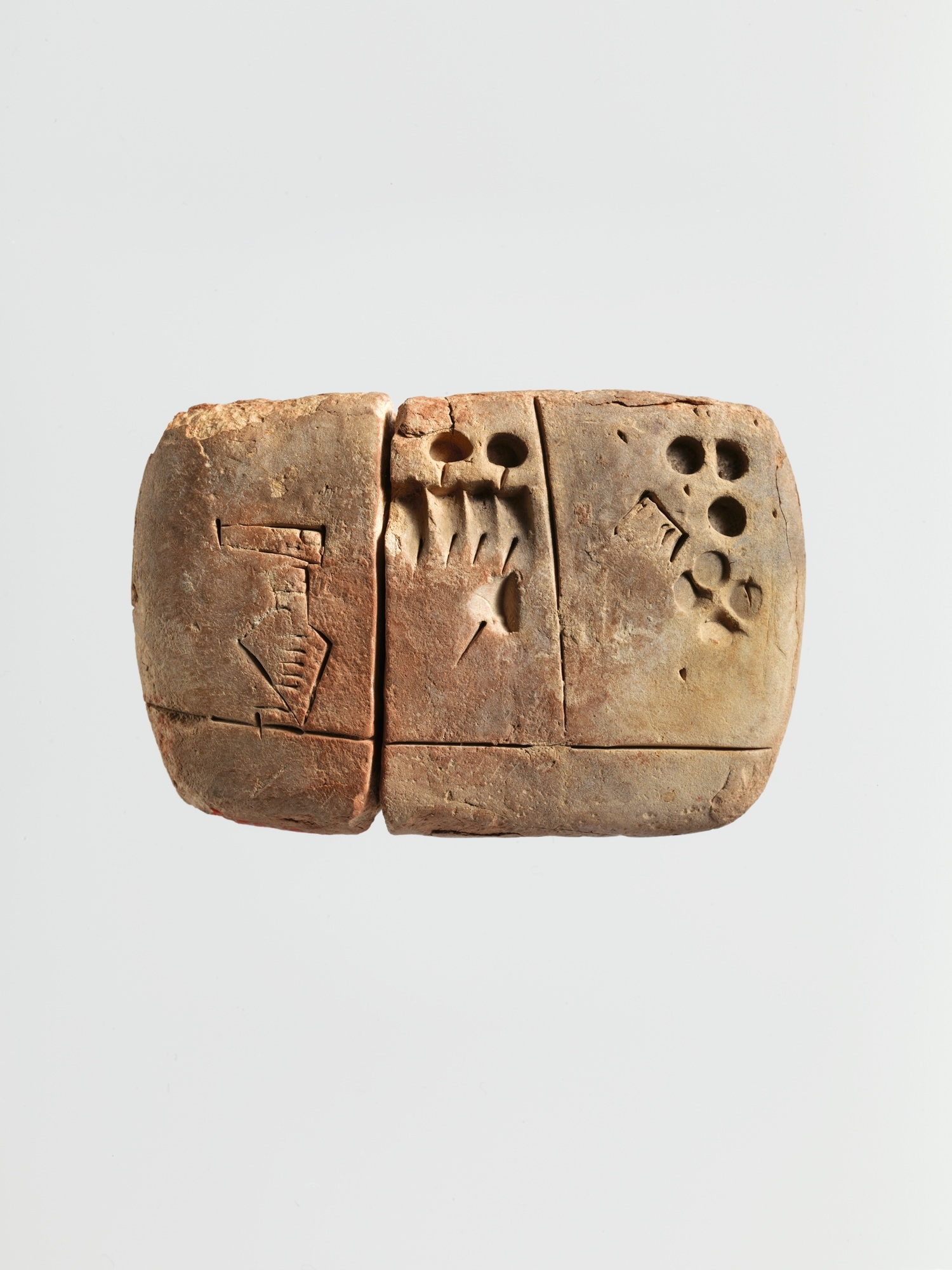
Vroeg administratief tablet over mout en gerst

### Literatuur

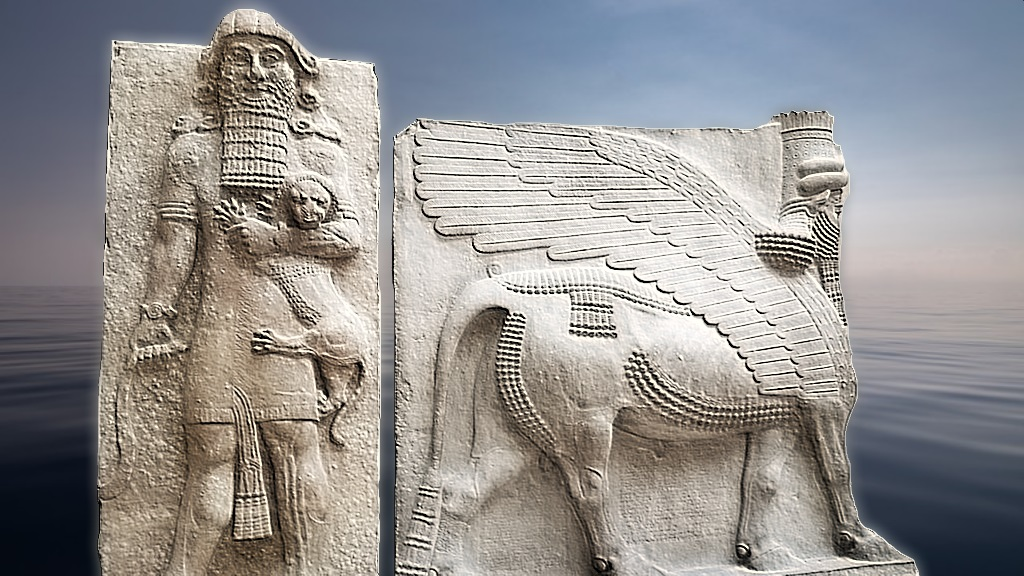
Gilgameš en Lamassu

### Muziek
Hoe de muziek klonk is niet bekend, maar er is duidelijk sprake van (professionele) zangers. In de tijd van Isin en Larsa was er onder Bur-Sin van Isin een zanger in de Ešumeša, de tempel van Ninurta in Nippur. Zijn naam was Lu-Ninurta en zijn titel n a r - dN i n - u r t a, "zanger van Ninurta". Ook een aantal van zijn afstammelingen droegen die titel. Er waren ook instrumenten als de harp in gebruik.

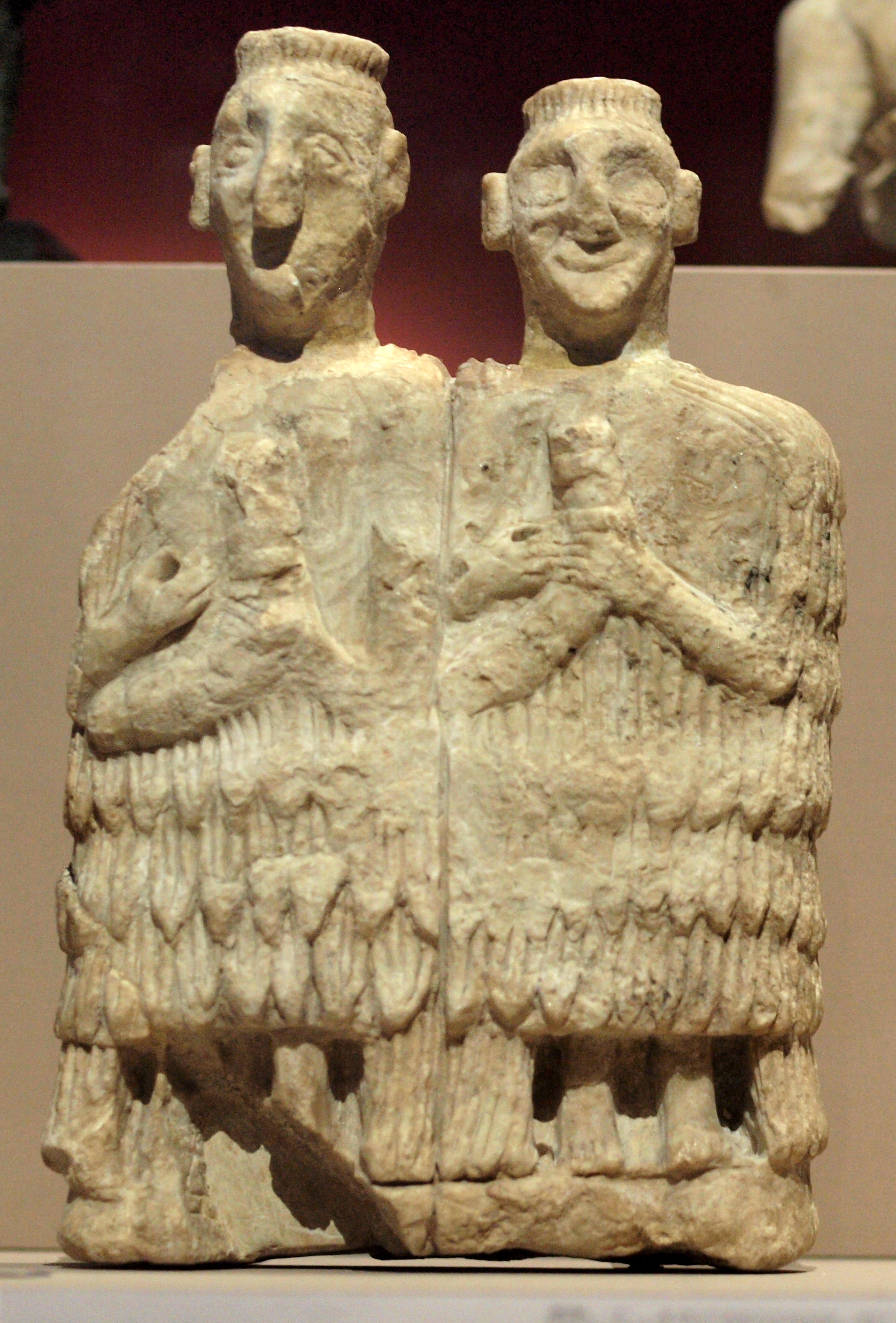
Twee Sumerische musici
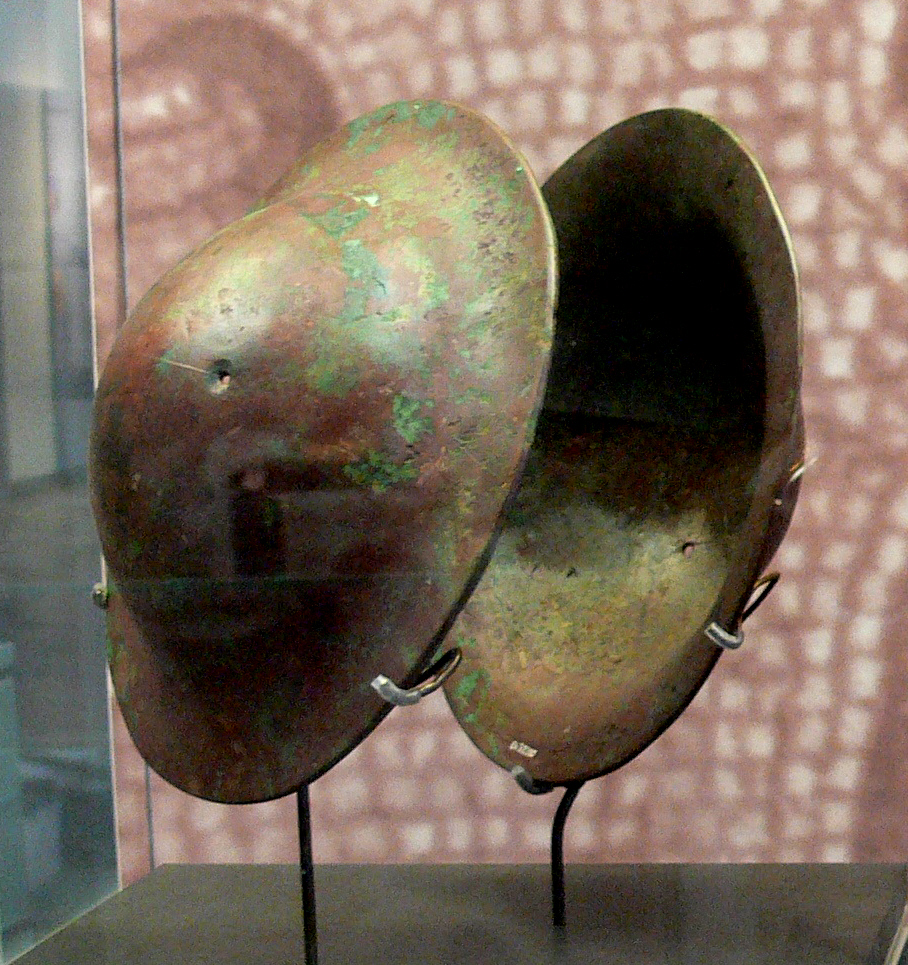
Bekkens (3e mill. v.Chr.)
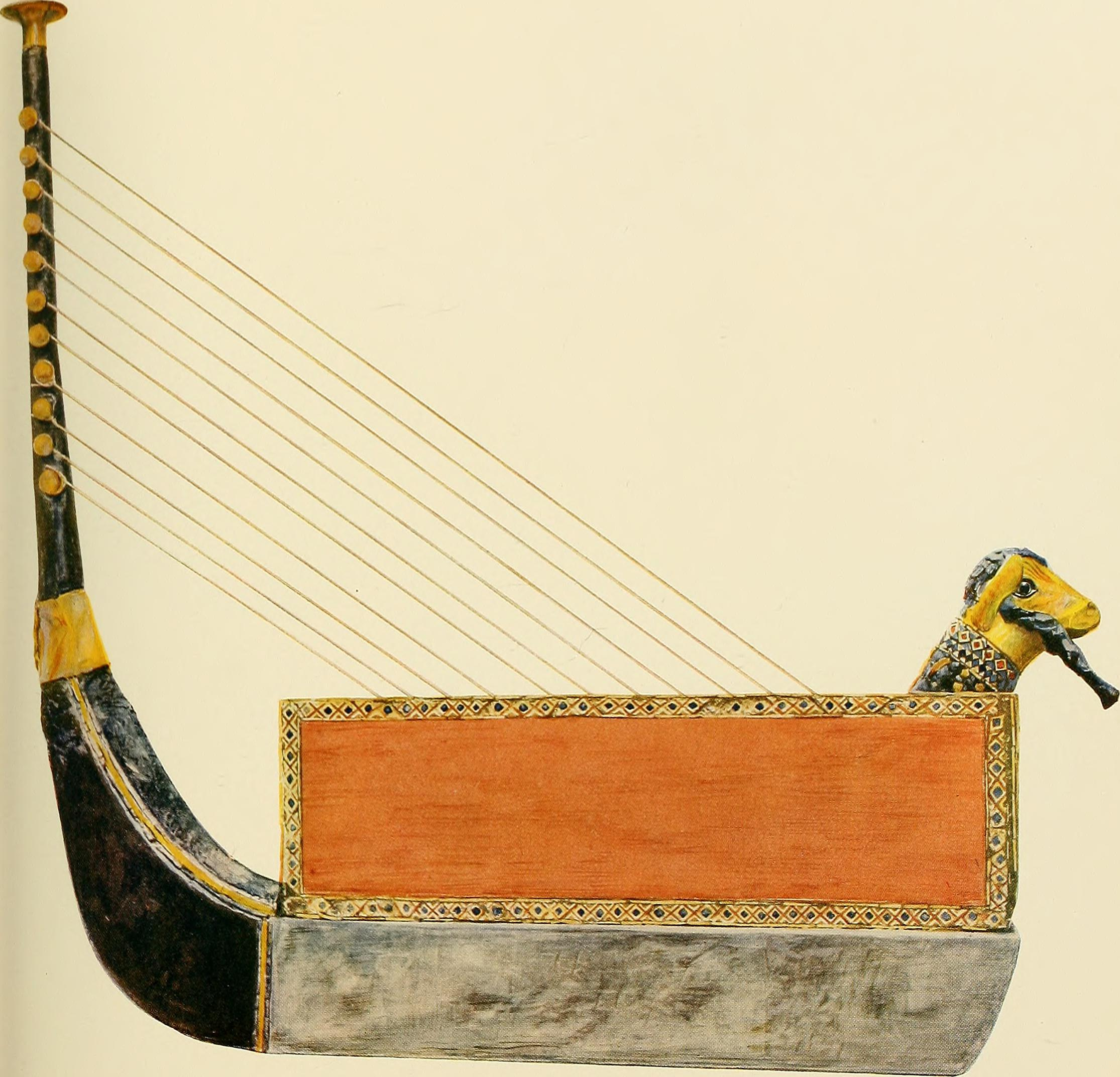
De harp van koningin Puabi

## Thema's

### Banketscene
Een veelgezien thema, vooral in vondsten uit Ur, is de banketscene of het drinkgelag. Dergelijke scenes waren niet nieuw en zijn ook bekend van Göbekli Tepe en Arslantepe. De traditie werd voortgezet in de Vroeg-dynastieke periode, bijvoorbeeld in Tell Asmar waar grote stapels drinkvaten gevonden zijn. Alcohol, gewoonlijk in de vorm van bier speelde een rol in rituelen, met name bij begrafenissen. In Ur zijn 34 zegels bekend van de Koninklijke Begraafplaats van Ur die bijzonder onthullend zijn vergeleken met het bredere corpus van banketscenes van de Vroeg-dynastieke periode. Ze zijn vaak van edele materialen zoals lapis lazuli, marmer, bitumen met goud enz. De banketscenes vertonen vaker vrouwen dan mannen. Muziek wordt vaak vertegenwoordigd door harp of lier. De traditie werd de hele Mesopotamische geschiedenis voortgezet. Zo zijn er banketscenes van Assurbanipal bekend

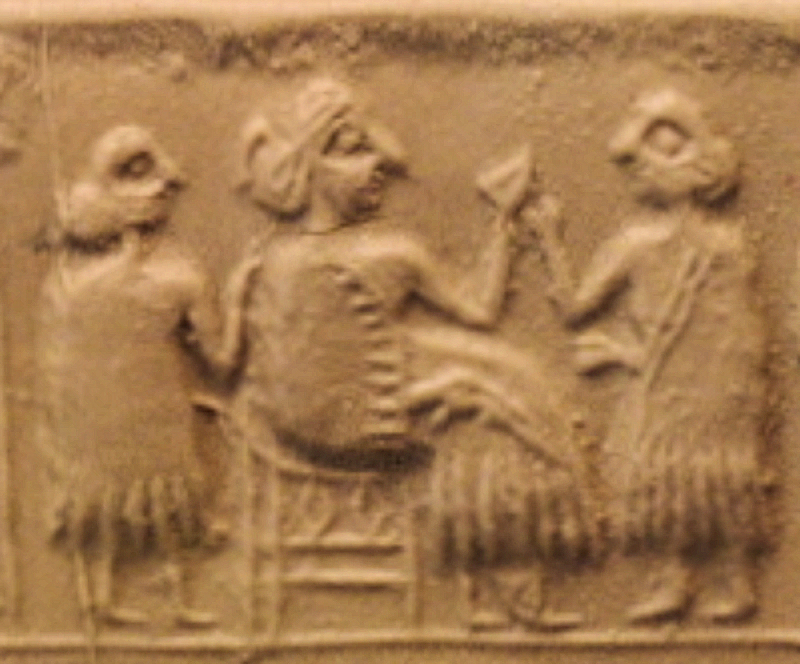
Koningin Puabi aan de drank
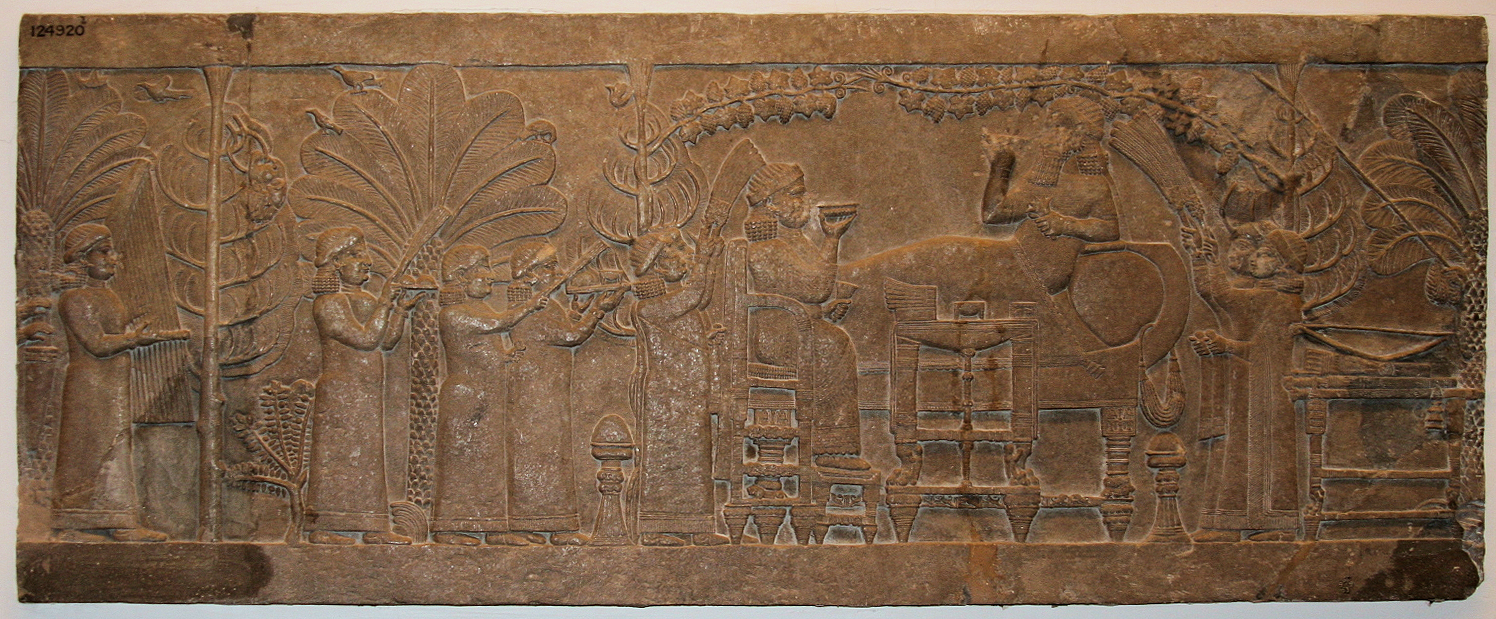
Banketscene van Assurbanipal